# Culture de Roudnaïa
La culture de Roudnaïa (en russe : Руднинская культура, Roudinskaïa Koultoura) est une culture néolithique du Primorié qui s'étendait du lac Khanka jusqu'à la côte orientale dans les parties sud et centre. Elle s'étend selon les datations au carbone 14 entre 7.7 à 6.2 AP ou entre 8.5 à 6.9 AP. Mais d'autres estimations la poussent jusqu'au Ve millénaire av. J.-C..

## Histoire
La culture a émergé au milieu du VIe millénaire av. J.-C. (7500 ans AP) sur un axe allant du lac Khanka jusqu'à la côte de la mer du Japon au niveau de Roudnaïa Pristan et du raïon de Lazo. Les populations de cette culture étaient sédentarisées, avec des maisons rectangulaires, d'une superficie moyenne de 25 m2, et avec un foyer au centre. Des céramiques, des couteaux, des bracelets, perles et colliers ont été retrouvés. Elles maîtrisaient le tissage, la couture, et tout comme les autres cultures d'alors, elles étaient basée sur la cueillette, la chasse et la pêche ; elles utilisaient d'ailleurs des harpons pour ces deux dernières activités,,,
Cette culture s'est éteinte au Ve millénaire av. J.-C..

## Restes et génétique
La culture a été découverte à la fin du XXe siècle par Alekseï Okladnikov et V.I. Diakov. Parmi les sites, il y a celui de la rivière Roudnaïa (près de Roudnaïa Pristan dans l'okroug urbain de Dalnegorsk) ou celui du Kamen-Rybolov sur les rives du lac Khanka.
Leur plus grande trace est la grotte de la Porte du Diable, avec cinq corps retrouvés, accompagnés d'objets, céramiques, restes d'habitations et nombreux filets de pêche. Selon les études génétiques, les peuples de cette culture étaient proches génétiquement des Oultches (dont de la culture de Kondon d'alors), des Oroqen, des Hezhen, tous des peuples locuteurs de langues toungouses de la région du fleuve l'Amour,,,.